# Casa Ricciardelli
Palazzo Ricciardelli o Casa Ricciardelli è un edificio storico situato a Faenza, in provincia di Ravenna.

## Analisi storica
La sua posizione così defilata e il modesto aspetto della facciata hanno fatto sì che finora esso sia sempre stato preso poco in considerazione dagli studiosi, nonostante racchiuda al suo interno alcuni ambienti barocchi di pregio. Alla fine del XVII secolo la casa apparteneva al cavalier Petruccini; a lui seguì Giuliano Ghetti, il quale nel 1736 fece testamento nominando suoi eredi i figli Alessandro e Antonio. Intorno al 1740 si riporta come proprietario Alessandro Ghetti, fratello maggiore di Antonio; allora la proprietà comprendeva due case: una più piccola adiacente alla canonica di S. Nicolò e destinata all’affitto e una più grande lungo via Scaletta dove alloggiava il proprietario. I due edifici furono realizzati in epoche diverse, come dimostra il giunto fra le murature visibile nel vicolo di servizio retrostante. Una radicale ristrutturazione fu avanzata formalmente dal solo Antonio Ghetti. La richiesta fu approvata, e in data 30 agosto 1747 fu stipulato un regolare atto di concessione. L’intervento edilizio comportò la ricostruzione totale della porzione affacciata su via Scaletta e dello scalone. Del vecchio edificio vennero conservati il salone principale verso il cortile e le stanze affacciate sul vicolo privato. La ricostruzione fu condizionata della particolare posizione del fabbricato: esigenze di prestigio e di decoro imponevano che l’ingresso principale si dovesse affacciare verso via Castellani, e non su via Scaletta considerata al pari di un vicolo. Per dare magnificenza all’atrio fu ideata una sorta di galleria con volte a vela e a crociera che si svolgeva parallelamente a via Scaletta, raggiungendo l’ampia corte interna. Alessandro Ghetti nel testamento dispose di lasciare la casa in usufrutto alla moglie Teresa Gasparetti e alla figlia, mentre proprietari della casa stessa sarebbero divenuti i figli maschi di Lucia. A seguito del matrimonio di Lucia con Marcantonio Ricciardelli, il palazzo passò a questa nuova casata.
Il pianerottolo d’arrivo dello scalone fu arricchito con gli stemmi intrecciati delle due famiglie incorniciati da un trionfo di stucchi a volute. Lo stemma della famiglia Ricciardelli è costituito da uno scudo con fondo azzurro e albero sradicato avvolto in un tralcio di vite con frutti; il capo dello scudo, sempre in azzurro, è caricato di tre cigli d’oro suddivisi da un labello rosso di quattro pendenti. 
Sovrasta lo scudo la corona e il cimitero da conte e sopra ancora il leone rampante con giglio. 
Nei primi anni dell’Ottocento, Marcantonio morì, lasciando la casa alla moglie. A seguito della scomparsa della madre, l’edificio rimase ai quattro figli Alessandro, Gallo, Paolo e Scipione Ricciardelli e a seguito di una immediata divisione dei beni fu assegnata al solo Gallo. Nel 1827 la casa ospitò la commissione speciale istituita per contrastare l’attività delle società segrete carbonare. Il 14 novembre 1863 Gallo morì, lasciando la casa al figlio Achille; questi nel 1889 scomparve e la casa passò al figlio Gallo. Il 27 luglio 1937 anche Gallo passò a miglior vita senza lasciare eredi e l’edificio andò alle sorelle Isabella e Luigia, le quali morirono, rispettivamente, nel 1942 e nel 1947. Erede di tutto rimase il conte dottore Giuseppe Zucchini che cedette a Werther Violani il palazzo. Il nuovo proprietario decise di suddividere il vecchio atrio settecentesco in due negozi, aprendo delle vetrine e un nuovo ingresso su via Scaletta, mentre ai piani superiori gli interventi si limitarono al rifacimento di alcuni pavimenti e alla realizzazione di servizi igienici e cucine. La casa posta in fondo al cortile fu invece separata dal resto del palazzo e interamente ricostruita nel 1955, per essere poi adibita a negozio di abbigliamento.

## Il palazzo
Casa Ricciardelli (come viene definito dei registri catastali) è formata da un corpo principale, il vero e proprio palazzo, di forma semplice e compatta, con una suddivisione interna che si ripete costante a tutti i piani dall’interrato al sottotetto, e da due appendici realizzate successivamente. La prima di queste due appendici più recenti prospetta su via Scaletta ed è quella descritta come “casa con bottega”. Si tratta di una tipologia a schiera di altezza molto elevata che viene rappresentata come facente parte in precedenza della canonica di S. Nicolò, costruita agli inizi del XVIII secolo. Le murature dell’edificio e del palazzo risultano completamente distaccate tanto che durante i restauri è stato necessario un accurato intervento di ammorsatura. L’altra appendice, di costruzione forse ancora più recente, si allunga sulla corte interna addossandosi in parte al retro del palazzo. 
L’organizzazione planimetrica interna di palazzo Ricciardelli è facilmente leggibile perché le modifiche effettuate nel tempo sono poche e individuabili; la disposizione degli ambienti principali si ripete a tutti i piani. La galleria sul fronte, il salone della corte interna e le stanze sul retro si ripetono con le stesse modalità al piano interrato, al piano terra, al piano primo ed anche al piano sottotetto per quanto riguarda gli ambienti retrostanti. Si nota invece una zona filtro tra lo scalone e il retro che risulta rimaneggiata. La struttura di fondazione dell’edificio è evidente nello scantinato, con pilastri con base a scarpa di notevoli dimensioni, collegati da arcate e con tamponatura intermedia con muratura a sacco. I soffitti sono a volte a tutto sesto con unghie in corrispondenza delle aperture. Il portone originario del piano terra, accessibile anche con le carrozze, immetteva nella galleria che si sviluppava parallelamente a via Scaletta sfociando nella corte interna. Gli ambienti erano caratterizzati da lesene e dall’alternarsi di volte a vela e a crociera tuttora presenti. Passata questa zona filtro tra interno ed esterno si accede direttamente alla zona nobile: l’androne e lo scaloncino che portano al piano ammezzato e al piano primo. Alla destra dello scaloncino, al piano terra, è situato l’ampio salone che si affaccia sulla corte interna con due vetrine molto alte ed è completato da un soffitto ligneo a travi e tavole. Nella zona retrostante gli ambienti sono di servizio e quindi con strutture, materiali, finiture di scarso valore. 
Al piano nobile sono concentrati tutti gli spazi di pregio decorati con stucchi, tempere e quadri; si tratta di due sequenze di camere che si sviluppano parallelamente allo scalone centrale. Le stanze sul retro, prospettanti sul centro della città, hanno dimensioni ed altezze piuttosto limitate e caratterizzate da decori di Liverani. Nel salone e nelle stanze prospicienti via Scaletta si trovano soffitti a volta di altezza ben maggiore realizzati sempre in cannicciato su centinatura lignea. La zona del sottotetto, destinata a servizi e scarsamente rifinita, era comunque utilizzata e anche abitata, forse dalla servitù, come testimoniano le scarne decorazioni, un servizio igienico e alcuni infissi.

## Gli apparati decorativi
Gli interventi decorativi stratificatisi nel palazzo Ricciardelli sono essenzialmente due: uno databile circa all’ottavo decennio del Settecento mentre l’altro da assegnarsi precisamente al 1869, data certa grazie ad un’accurata documentazione grafica.
Il Settecento: Lo scalone di palazzo Ricciardelli è concluso da un atrio sul quale si dispongono quattro porte incorniciate da ricchi stucchi. Il grande vano è ornato da due tele di notevole grandezza collocate a destra e a sinistra proprio lungo la seconda rampa. Hanno forma regolare su tre lati, mentre quello superiore appare a profilo mistilineo e sono inserite in gradevoli cartelle in stucco arricchite da delicati colori pastello e sormontate da una testina. Vi sono rappresentati due episodi del ciclo delle vicende di Giona narrate nel Vecchio Testamento. Nel quadro a sinistra il protagonista è raffigurato seduto in primo piano, sullo sfondo di un vasto paesaggio che sicuramente, con i suoi abili e scenografici passaggi è ciò che colpisce maggiormente del dipinto. La rappresentazione fa riferimento a Giona che rifiuta il comando divino di andare a predicare a Ninive;  appare infatti la città in lontananza. La tela sulla destra raffigura un episodio assai più noto, con il profeta che, rigettato dal mostro marino sulla spiaggia, alza le mani e volge gli occhi al cielo; sullo sfondo una veduta con belle trasparenze e nere e inquietanti sagome di uccelli. I gesti dei personaggi sono apertamente teatrali secondo il gusto caratteristico della seconda metà del Settecento. 
Il pittore si distingue per la sua facilità narrativa, il fare arioso, l’abile mestiere: si tratta di Giuseppe Milani. 
La decorazione settecentesca continua nel saloncino, al quale si accede da una porta sul pianerottolo dello scalone; si tratta di un ambiente di dimensioni contenute, ma adeguatamente ornato e arricchito in alto da finte finestre che vorrebbero accennare a una sorta di doppio volume. Gli stucchi ornano le sovrapposte e le finestre, con complessi e articolati motivi vegetali; sulle pareti vi sono quattro tele sempre attribuite alla bottega del Milani. La curiosa varietà dei contenuti iconografici, che passano dal religioso al profano, appare forse spiegabile notando gli adattamenti ai quali sono state soggette le opere, prima rettangolari, poi ridipinte e ingrandite per essere inserite nella cornice barocca. Due sono i temi a carattere devozionale: “L’angelo che appare a San Pietro in carcere”, rappresentazione che mette in scena un contrastato effetto di luci in ambientazione notturna, ed “Esaù e il diritto di primogenitura", il noto episodio biblico. Gli altri due dipinti raffigurano invece soggetti letterari tratti dalla Gerusalemme liberata: Erminia fuggente che viene accolta da un pastore (canto VII) e di nuovo Erminia che, in atteggiamento di languida disperazione si china su Tancredi morente (canto XIX). Da notare come le cornici in stucco che adornano i quadri, le sovrapporte, le finestre autentiche e quelle dipinte siano una parte non secondaria dell’apparato decorativo. Alessandro Ghezzi sarebbe l’artefice delle quattro teste femminili alla sommità di ciascuna cornice, personificazioni delle stagioni (una appare coronata di spighe, una incorniciata da boccioli di fiori, una da fogli e grappoli d’uva, l’ultima con la testa coperta).
L’Ottocento: Da un momento decorativo di importanza europea si passò quindi a interventi di incidenza sostanzialmente locale. Questo vale anche per la fase di lavori ancora posteriore, quella databile circa a partire dal 1840, che introdusse nel vocabolario figurativo in uso qualche elemento di ispirazione “romantica”, alla quale solo da poco si è cominciato a porre attenzione. Antonio Liverani (1795-1878), fratello maggiore del più famoso e studiato Romolo Liverani, scenografo di grande abilità, è autore, insieme con la sua bottega e con varie collaborazioni, di buona parte degli interventi di ornato che troviamo negli edifici faentini. La grande quantità di disegni tramandatici è indizio di un lavoro artigianale ed eclettico, ma appassionato, e senza dubbio di notevole vastità. Si tratta delle testimonianze di una generazione assai meno innovativa e più borghese delle precedenti, ma attenta ai contesti e desiderosa di ricrearsi in un ambiente più domestico, non privo delle necessarie concessioni a una vena artistica. 
Nella bottega di Antonio Liverani si inserivano anche Adriano Baldini, Gaspare Mattioli e Savino Lega. Base delle decorazioni di Liverani è un vocabolario neoclassico ormai del tutto desemantizzato da quell’impulso verso l’antico che l’aveva generato. Nei momenti più personali egli s’inoltra in un linguaggio decorativo segnato da una sorta di horror vacui. Del tutto caratteristico poi della sua vena pittorica è l’inserimento nelle grottesche di graziosi elementi naturali, ad esempio curatissime immagini di piccoli uccelli. Fanno la loro comparsa nuovi soggetti al posto delle eroiche storie classiche del primo neoclassicismo; si tratta per lo più di scene tratte dal repertorio romantico di tipo storico-medievale, come i Vespri Siciliani, oppure di piccoli paesaggi che rappresentano il richiamo al mondo naturale. Infine, specialmente nella tarda bottega, sono frequenti per quanto riguarda l’iconografia, soggetti figurati di derivazione classica (danze di amorini, divinità, vicende mitologiche). Gli interventi rimasti sui soffitti sono isolati e non ci permettono di godere dell’effetto generale di cui facevano parte in origine; i temi presenti sono per lo più quello campestre e quello dell’incendio notturno, molto presente in ambito faentino. Questi piccoli inserti nei soffitti hanno goduto generalmente di ben poca attenzione, mentre un quadretto mobile con lo stesso soggetto ha ben più corso e suscita maggior interesse, potendo circolare nell’ambito del mercato antiquario.